# Carmelo Gómez
Carmelo Gómez Celada, född 2 januari 1962 i Sahagún, Kastilien och León, är en spansk skådespelare.

## Utmärkelser
Gómez har bland annat vunnit Goyapriset för bästa manliga huvudroll 1995 för Dias contados.

## Roller i urval
- 1992 – Kossor
- 1993 – Den röda ekorren
- 1994 – Días contados
- 1996 – Jorden
- 1996 – Trädgårdsmästarens hund
- 1997 – Hjärtats hemligheter
- 1999 – Entre las piernas
- 2005 – El método
- 2022 – Llegaron de noche